# HC Kometa Brno v české hokejové extralize 2009/2010
Klub HC Kometa Brno v české hokejové extralize 2009/2010 odehrál 52 zápasů v základní části, poté 12 utkání v play out.

## Hráli za Brno v sezoně2009/2010
Sasu Hovi, Jiří Trvaj, Radim Bičánek, Tomáš Houdek, Jaroslav Koma, Pavel Mojžíš, Jan Novák, Ctirad Ovčačík, Tomáš Protivný, Martin Richter, Martin Vyrůbalík, Pavel Zubíček, Kamil Brabenec, Tomáš Divíšek, Radek Dlouhý, Jiří Dopita, Roman Erat, Petr Hubáček, Ivan Huml, David Ludvík, Radek Procházka, Jaroslav Svoboda, Jakub Šindel, Lubomír Štach, Václav Varaďa, Roman Vondráček.
Tabulka základní části:
| Měsíc                 | Umístění | Počet utkání | Výhry | VP | PP | Prohry | Skóre   | Body |
| --------------------- | -------- | ------------ | ----- | -- | -- | ------ | ------- | ---- |
| 01. září              | 14.      | 10           | 0     | 0  | 1  | 9      | 17:43   | 1    |
| 02. říjen             | 12.      | 11           | 3     | 1  | 0  | 7      | 30:35   | 11   |
| 03. listopad          | 12.      | 8            | 1     | 1  | 1  | 5      | 18:24   | 6    |
| 04. prosinec          | 4.       | 7            | 4     | 1  | 0  | 2      | 18:15   | 14   |
| 05. leden             | 4.       | 10           | 6     | 1  | 1  | 2      | 28:24   | 21   |
| 06. únor              | 7.       | 4            | 1     | 1  | 2  | 0      | 9:7     | 7    |
| 07. březen            | 7.       | 2            | 1     | 0  | 0  | 1      | 3:2     | 3    |
| 08. Do 30. kola       | 14.      | 30           | 4     | 2  | 2  | 22     | 68:107  | 18   |
| 09. Po 30. kole       | 2.       | 22           | 12    | 3  | 3  | 4      | 55:43   | 45   |
| 10. Play-out          | 1.       | 12           | 6     | 3  | 1  | 2      | 36:28   | 25   |
| 11. Po základní části | 12.      | 52           | 16    | 5  | 5  | 26     | 123:150 | 63   |

Tabulka play-out:
| Poř. | Tým               | Poč. utkání | Výhry | VP | PP | Prohry | Skóre   | Body |
| ---- | ----------------- | ----------- | ----- | -- | -- | ------ | ------- | ---- |
| 1.   | HC Kometa Brno    | 64          | 22    | 8  | 6  | 28     | 159:178 | 88   |
| 2.   | HC Kladno         | 64          | 22    | 5  | 7  | 30     | 169:186 | 83   |
| 3.   | HC Karlovy Vary   | 64          | 20    | 5  | 11 | 28     | 160:179 | 81   |
| 4.   | BK Mladá Boleslav | 64          | 13    | 11 | 8  | 32     | 158:184 | 69   |

- VP = výhry v prodloužení, PP = prohry v prodloužení

## Zápasy základní části a play-out

### HC Plzeň 1929
- HC Kometa Brno – HC Plzeň 1929 1:2 (0:0, 0:2, 1:0) – první utkání v extralize
- HC Plzeň 1929 – HC Kometa Brno 2:1 (1:1, 0:0, 1:0)
- HC Kometa Brno – HC Plzeň 1929 2:4 (1:0, 1:3, 0:1)
- HC Plzeň 1929 – HC Kometa Brno 4:1 (1:1, 2:0, 1:0)

### PSG Zlín
- HC Kometa Brno – PSG Zlín 1:4 (1:1, 0:1, 0:2)
- PSG Zlín – HC Kometa Brno 2:0 (1:0, 0:0, 1:0)
- HC Kometa Brno – PSG Zlín 4:3 (1:0, 2:1, 1:2)
- PSG Zlín – HC Kometa Brno 3:2sn (0:1, 1:1, 1:0 – 0:0)

### HC Eaton Pardubice
- HC Eaton Pardubice – HC Kometa Brno 6:3 (3:0, 1:2, 2:1)
- HC Kometa Brno – HC Eaton Pardubice 3:1 (0:0, 1:1, 2:0)
- HC Eaton Pardubice – HC Kometa Brno 1:2 (1:0, 0:1, 1:0)
- HC Kometa Brno – HC Eaton Pardubice 2:1sn (1:0, 0:1, 0:0 – 0:0)

### HC Vítkovice Steel
- HC Vítkovice Steel – HC Kometa Brno 2:1sn (1:0, 0:0, 0:1 – 0:0)
- HC Kometa Brno – HC Vítkovice Steel 4:5 (0:0, 4:3, 0:2)
- HC Vítkovice Steel – HC Kometa Brno 2:3 (2:0, 0:2, 0:1)
- HC Kometa Brno – HC Vítkovice Steel 4:2 (1:0, 2:1, 1:1)

### HC Sparta Praha
- HC Kometa Brno – HC Sparta Praha 1:4 (0:2, 0:0, 1:2)
- HC Sparta Praha – HC Kometa Brno 6:2 (2:1, 2:0, 2:1)
- HC Kometa Brno – HC Sparta Praha 3:5 (1:3, 0:1, 2:1)
- HC Sparta Praha – HC Kometa Brno 5:1 (1:1, 3:0, 1:0)

### HC Oceláři Třinec
- HC Kometa Brno – HC Oceláři Třinec 1:5 (0:1, 0:3, 1:1)
- HC Oceláři Třinec – HC Kometa Brno 4:3 (1:0, 1:3, 2:0)
- HC Kometa Brno – HC Oceláři Třinec 4:2 (1:1, 1:0, 2:1)
- HC Oceláři Třinec – HC Kometa Brno 3:2sn (0:1, 1:0, 1:1 – 0:0)

### HC Slavia Praha
- HC Slavia Praha – HC Kometa Brno 6:4 (1:3, 0:0, 5:1)
- HC Kometa Brno – HC Slavia Praha 1:3 (0:1, 0:0, 1:2)
- HC Kometa Brno – HC Slavia Praha 2:1 (2:1, 0:0, 0:0)
- HC Slavia Praha – HC Kometa Brno 2:1p (0:0, 1:1, 0:0 – 1:0)

### Bílí Tygři Liberec
- HC Kometa Brno – Bílí tygři Liberec 7:2 (2:0, 3:0, 2:2)
- Bílí tygři Liberec – HC Kometa Brno 2:1 (1:1, 0:0, 1:0)
- HC Kometa Brno – Bílí tygři Liberec 3:2 (0:0, 0:1, 3:1)
- Bílí tygři Liberec – HC Kometa Brno 0:2 (0:0, 0:0, 0:2)

### HC Mountfield České Budějovice
- HC Mountfield – HC Kometa Brno 5:2 (1:1, 3:1, 1:0)
- HC Kometa Brno – HC Mountfield 3:1 (0:0, 0:0, 3:1)
- HC Mountfield – HC Kometa Brno 0:1sn (0:0, 0:0, 0:0 – 0:0)
- HC Kometa Brno – HC Mountfield 4:0 (0:0, 3:0, 1:01)

### HC BENZINA Litvínov
- HC BENZINA Litvínov – HC Kometa Brno 5:3 (0:0, 3:1, 2:2)
- HC Kometa Brno – HC BENZINA Litvínov 1:3 (1:0, 0:1, 0:2)
- HC BENZINA Litvínov – HC Kometa Brno 6:5 (0:2, 3:1, 3:2)
- HC Kometa Brno – HC BENZINA Litvínov 3:2 (1:0, 1:1, 1:1)

### HC Energie Karlovy Vary
- HC Energie Karlovy Vary – HC Kometa Brno 2:3sn (0:1, 2:0, 0:1 – 0:0)
- HC Kometa Brno – HC Energie Karlovy Vary 3:2sn (0:1, 0:0, 2:1 – 0:0)
- HC Energie Karlovy Vary – HC Kometa Brno 2:3 (1:1, 1:0, 0:2)
- HC Kometa Brno – HC Energie Karlovy Vary 1:2 (1:2, 0:0, 0:0)
- HC Energie Karlovy Vary – HC Kometa Brno 3:4p (1:0, 0:2, 2:1 – 0:1) – play-out
- HC Kometa Brno – HC Energie Karlovy Vary 2:1 (1:0, 1:0, 0:1) – play-out
- HC Energie Karlovy Vary – HC Kometa Brno 2:1p (0:1, 0:0, 1:0 – 1:0) – play-out – V tomto zápase, 4 kola před koncem play-out, si Kometa jako první zajistila záchranu v soutěži.
- HC Kometa Brno – HC Energie Karlovy Vary 4:2 (1:1, 2:1, 1:0) – play-out

### BK Mladá Boleslav
- BK Mladá Boleslav – HC Kometa Brno 6:1 (2:0, 2:0, 2:1)
- HC Kometa Brno – BK Mladá Boleslav 1:2sn (0:0, 1:1, 0:0 – 0:1)
- BK Mladá Boleslav – HC Kometa Brno 3:4sn (2:0, 2:0, 2:1 – 0:0)
- HC Kometa Brno – BK Mladá Boleslav 4:1 (1:0, 2:1, 1:0)
- HC Kometa Brno – BK Mladá Boleslav 2:1sn (0:0, 0:1, 1:0 – 0:0) – play-out
- BK Mladá Boleslav – HC Kometa Brno 2:3 (1:1, 0:2, 1:0) – play-out
- HC Kometa Brno – BK Mladá Boleslav 4:3 (0:0, 2:1, 2:2) – play-out
- BK Mladá Boleslav – HC Kometa Brno 2:4 (0:2, 1:1, 1:1) – play-out – Tímto zápasem poslala Kometa Mladou Boleslav do baráže. Zajistila si také s předstihem absolutní vítězství ve skupině o udržení a celkové 11. místo.

### HC GEUS OKNA Kladno
- HC GEUS OKNA Kladno – HC Kometa Brno 4:0 (0:0, 2:0, 2:0)
- HC Kometa Brno – HC GEUS OKNA Kladno 4:1 (0:1, 2:0, 2:0)
- HC GEUS OKNA Kladno – HC Kometa Brno 5:3 (0:2, 2:0, 3:1)
- HC Kometa Brno – HC GEUS OKNA Kladno 3:1 (1:0, 2:1, 0:0)
- HC Kometa Brno – HC GEUS OKNA Kladno 3:1 (0:0, 1:0, 2:1) – play-out
- HC GEUS OKNA Kladno – HC Kometa Brno 3:1 (0:0, 2:0, 1:1) – play-out
- HC Kometa Brno – HC GEUS OKNA Kladno 5:4sn (1:0, 3:3, 0:1 – 0:0) – play-out
- HC GEUS OKNA Kladno – HC Kometa Brno 4:3 (1:0, 1:2, 2:1) – play-out